# OSF Global Services
OSF Global Services — IT компанія, яка надає послуги у сфері розробки програмного забезпечення та технологічних інтеграцій для таких галузей як роздрібна торгівля, медицина, фінанси, управління людськими ресурсами та інших. Компанія обслуговує клієнтів у понад 17 країнах світу на теренах Північної Америки, Європи, Азії та Латинської Америки. OSF Global Services спеціалізується на розробці рішень на основі ecommerce платформ, інтегрованих рішень для CMS, CRM та хмарних рішень.

## Історія
OSF Global Services була утворена в канадському місті Квебек Сіті з додатковим офісом у румунському Бухаресті в 2003 році.
Компанія швидко розвивалася і вже в 2006 році відкрила три нових офіси у Румунії, а згодом в США, Франції, Німеччині та в Україні. На сьогоднішній день це один з найбільших інтеграторів Demandware, Salesforce.com, Microsoft, Sitecore, Magento та Coveo.

## IT продукти
- OSF Licenses Optimizer for Salesforce Community Cloud[8]
- OSF Calendar Pro for Salesforce[9]
- OSF Integrator for Demandware and Salesforce[10][11]
- OSF Integrator for Demandware and Sitecore[12]
- OSF Integrator for Demandware and MS Dynamics CRM 2013[13]
- OSF Integrator for Demandware and Canada Post [14]
- OSF One Page Checkout[15]
- BlogLINK[16]